# Coccinella septempunctata
Coccinella septempunctata sau buburuza cu șapte puncte este un gândac ce trăiește pe toate continentele unde există afide cu care se hrănește. 
DEX definește buburuza, numită și mămăruță, ca o „insectă mică de formă semisferică, cu elitrele roșii pătate cu șapte puncte negre”, deși lucrări științifice moderne folosesc termenul pentru toată familia Coccinellidae.
Atât adulții cât și larvele sunt prădători vorace de afide, și din această cauză buburuza a fost populată artificial în America de Nord ca un agent de control biologic și în scopul reducerii efectivului de afide.

## Descriere
Buburuza adultă poate atinge o lungime de 0,76 și 1,0 cm. Elitrele sunt chitinoase roșii cu șapte puncte negre. Colorația reprezintă un mijloc de descurajare a speciilor inamice. Pentru a se proteja, buburuza se preface moartă sau secretă un lichid, la nivelul articulațiilor de la picioare, care le dă un gust neplăcut.

## Galerie

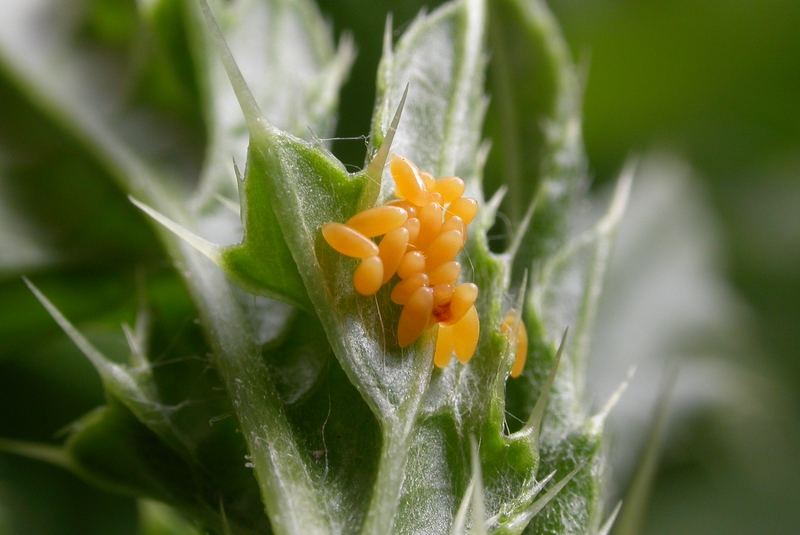
Ouă
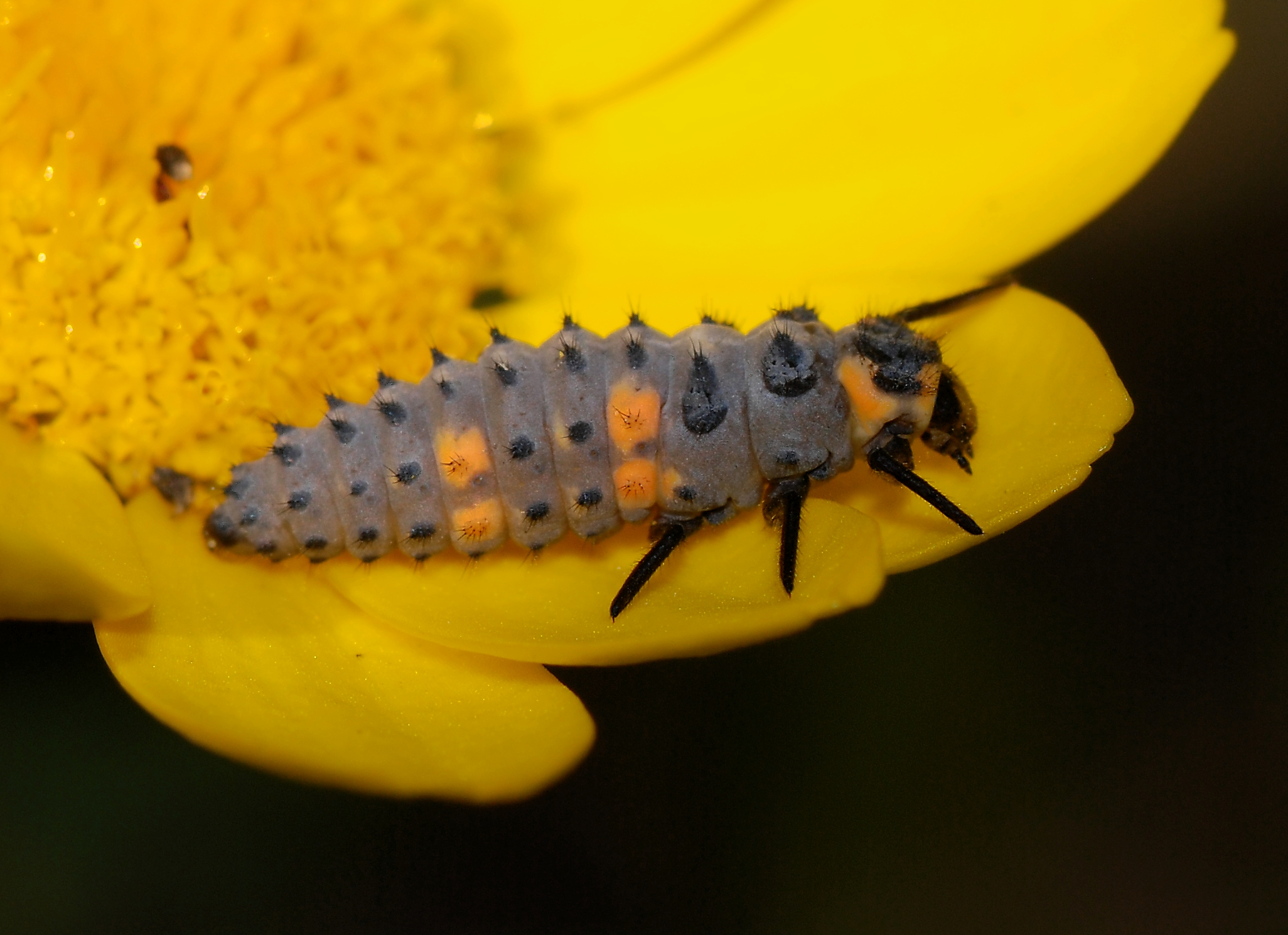
Larvă
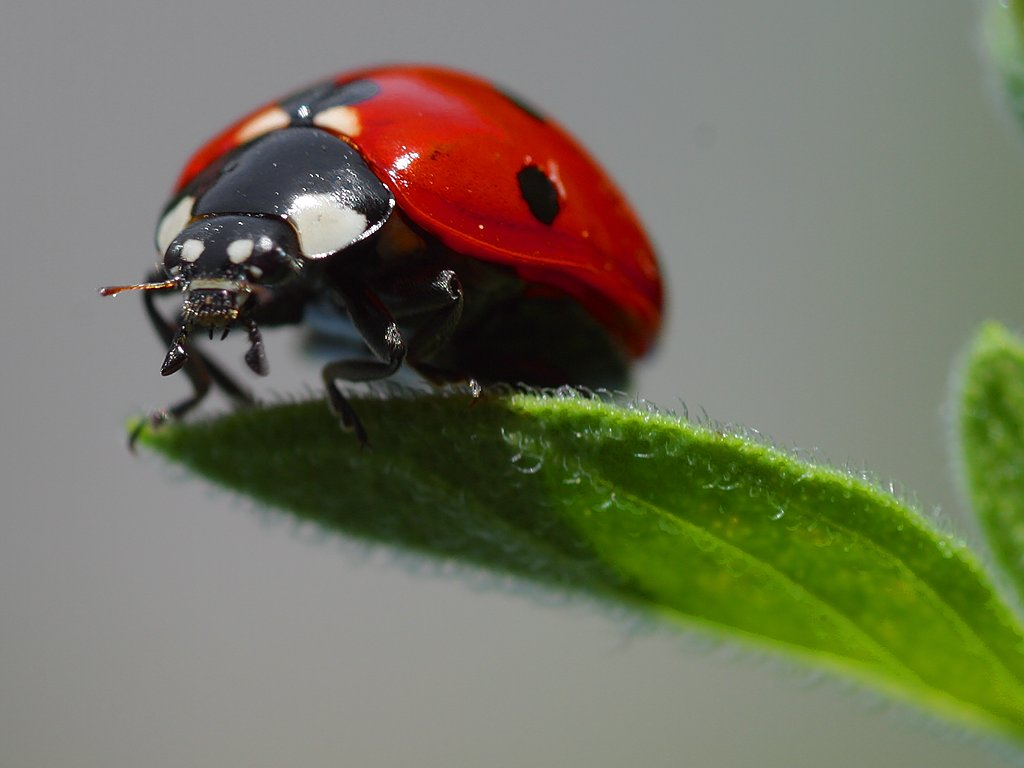
Adult